# Rafael de La Fuente
Rafael de la Fuente né le 11 novembre 1986 à Caracas, est un acteur de télévision et chanteur vénézuélien.
Il est révélé, au grand public, par son rôle de Michael Sanchez, dans la série télévisée musicale et dramatique, Empire (2015-2016). Il joue ensuite un des personnages principaux de la série télévisée dramatique Dynastie (2017-...), il s'agit d'un reboot du célèbre feuilleton télévisé du même nom.

## Biographie

### Carrière
Rafael de La Fuente apparaît, pour la première fois à la télévision, en 2009, dans le telenovela Màs sabe el diablo, diffusé sur les chaînes de Telemundo.  
En 2011, il réitère en intervenant, le temps d'un épisode, dans un autre show nommé Aurora, mais il décroche surtout le rôle récurrent de Diego Forlán dans la série télévisée comique et fantastique Grachi. Il devient un personnage principal à partir de la deuxième saison, jusqu'en 2013. 
En 2014, il s'exporte et joue dans une vingtaine d'épisodes d'Every Witch Way, le remake de Grachi aux États-Unis. 
L'année d'après, et jusqu'en 2016, il occupe le rôle récurrent de Michael Sanchez, le petit ami de Jamal Lyon (joué par Jussie Smollett) dans la série télévisée dramatique et musicale, à succès, Empire.
En 2017, après avoir participé à la mini série documentaire When We Rise et joué les guest star pour l'épisode pilote de la septième saison d'American Horror Story, l'acteur obtient l'un des rôles principaux de Dynastie. La série est un reboot du célèbre feuilleton télévisé Dynastie, créé par Richard et Esther Shapiro et diffusée entre 1981 et 1989 sur ABC. Il y interprète Sam, un jeune homme séduisant et intrigant, le neveu de Cristal, la nouvelle femme de Blake Carrington. Une nouvelle version du personnage incarné par Heather Locklear dans la série mère. 
La série divise la critique mais rencontre tout de même son public et remporte le People's Choice Awards 2018 de la série revival de l'année.

## Filmographie

### Cinéma

#### Longs métrages
- 2014 : The One I Wrote for You de Andrew Lauer : Rafael Amato
- 2015 : Lift Me Up de Mark Cartier : Erik
- 2017: ¡He matado a mi marido! de Francisco Lupini-Basagoiti : El Topo
- 2018 : Treasure Hunter: Legend of the White Witch de Ken Barbet : Manuel

### Télévision

#### Téléfilms
- 2023 : Lettres magiques au père Noël : Enrique

#### Séries télévisées
- 2009 : Más sabe El Diablo : Jorge Giraldo (1 épisode)
- 2010 : Aurora : Max (1 épisode)
- 2011 - 2013 : Grachi : Diego Forlán (rôle principal - saisons 1 à 3, 202 épisodes)
- 2014 : Every Witch Day : Juno (rôle principal - saison 1, 20 épisodes)
- 2015 - 2016 : Empire : Michael Sanchez (rôle récurrent - saisons 1 et 2, 11 épisodes)
- 2017 : When We Rise : Ricardo Canto (mini-série, 2 épisodes)
- 2017 : American Horror Story: Cult : la victime lors du pique nique (saison 7, épisode 1)
- 2017-2022 : Dynastie : Sammy Jo (rôle principal - 108 épisodes)
- 2024 : Fire Country : Diego Moreno (rôle récurrent - en cours)